# NGC 973

NGC 973

NGC 973 في الفهرس العام الجديد، هي مجرة، تقع في كوكبة المثلث. اكتشفت في 30 أكتوبر 1885 بواسطة لويس سويفت.

## روابط خارجية
- NGC 973 على موقع ويكي سكاي: DSS2, SDSS, GALEX, IRAS, Hydrogen α, X-Ray, Astrophoto, Sky Map, Articles and images